# داگلاس ایکس‌بی-۳۱
داگلاس ایکس‌بی-۳۱ (به انگلیسی: Douglas XB-31) یک هواپیمای ساختِ کارخانهٔ شرکت هواپیماسازی داگلاس در کشور ایالات متحده آمریکا است. نخستین استفاده‌کنندهٔ این هواپیما نیروی هوایی ارتش ایالات متحده آمریکا بوده‌است.